# Йолго
Йолго̀ (на руски: Иолго) е планински хребет в северната част на планината Алтай, в северната част на Република Алтай, явяващ се воводел на реките Катун и Бия (съставящи на Об). Простира се от север-северозапад на юг-югоизток на протежение от 90 km. Максимална височина връх Албаган 2615 m (51°07′18″ с. ш. 87°11′03″ и. д. / 51.121667° с. ш. 87.184167° и. д.), разположен в централната му част. Изграден е от долнопалеозойски варовици, пясъчници и шисти и среднопалеозойски туфогенни скали, всички те пронизани от интрузивни гранити. Преобладава среднопланинския релеф. От него водят началото си няколко десни притока на река Катун (Чемал, Сумулта, Кадрин и др.) и няколко леви притока на Бия (Уймен и др.). Източните му склонове са заети от смърчово-борова-кедрова тайга, а западните – от брезово-борово-лиственични гори. Над 1700 m са разпространени субалпийски и алпийски пасища, планинска тундра и безжизнени каменисти участъци.

## Топографски карти
- M-45, М 1:1000000[2]